# Sean Doolittle (écrivain)
Pour l’article homonyme, voir Sean Doolittle.
Sean Doolittle, né le 20 juillet 1971 dans l'état du Nebraska, est un écrivain américain de roman policier.

## Biographie
Homonyme d'un célèbre joueur de baseball, Sean Doolittle est un écrivain américain ayant débuté par l'écriture de nouvelles avant de s'orienter vers le roman. Il remporte plusieurs prix littéraires aux États-Unis avec ses romans The Cleanup (Savemore) et Rain Dogs (Rain Dogs), dont le prix Barry en 2007 avec le roman Cleanup.

## Œuvre

### Romans
- Dirt (2001)
- Burn (2003)
- Rain Dogs (2005) Publié en français sous le titre Rain Dogs, Paris, Rivages/Noir no 838, 2011, traduit par Sophie Aslanides.
- The Cleanup (2006) Publié en français sous le titre Savemore, Paris, Rivages/Noir no 779, 2010, traduit par Sophie Aslanides.
- Safer (2009) Publié en français sous le titre Sécurité renforcée, Paris, Rivages/Noir, 2016, traduit par Élie Robert-Nicoud.
- Lake Country (2012)
- Kill Monster (2019)
- Device Free Weekend (2023)

### Nouvelles
- The Grift of the Magi (2000)
- A Kick in the Lunchbucket (2001)
- Music-Mongrel Music Makers (2004), en collaboration avec Jennifer Jordan